# Liste der Naturdenkmale in Berzhahn
Die Liste der Naturdenkmale in Berzhahn nennt die im Gemeindegebiet von Berzhahn ausgewiesenen Naturdenkmale (Stand 13. Juni 2024).

## Ehemalige Naturdenkmale
| Nr. | Bezeichnung                                     | Lage                         | Beschreibung                                        | Bild                                    |
| --- | ----------------------------------------------- | ---------------------------- | --------------------------------------------------- | --------------------------------------- |
|     | Nussbaum im Hofraum des Anwesens Gartenstraße 1 | Gartenstraße, bei Nr. 1 Lage | Juglans regia; Rechtsverordnung vor 2009 aufgehoben | Direkt Bild zu diesem Denkmal hochladen |